# Catskill (villa)
Catskill es una villa ubicada en el condado de Greene en el estado estadounidense de Nueva York. En el año 2000 tenía una población de 4,392 habitantes y una densidad poblacional de 757.5 personas por km². Catskill es también la sede de condado del condado de Greene.

## Geografía
Catskill se encuentra ubicada en las coordenadas 42°13′7″N 73°52′0″O / 42.21861, -73.86667.

## Demografía
Según la Oficina del Censo en 2000 los ingresos medios por hogar en la localidad eran de $28,075, y los ingresos medios por familia eran $34,635. Los hombres tenían unos ingresos medios de $32,857 frente a los $21,578 para las mujeres. La renta per cápita para la localidad era de $15,169. Alrededor del 19% de la población estaban por debajo del umbral de pobreza.